# Митко Цветков
Митко Цветков Цветков е български лекар, хирург, професор по урология, доктор на медицинските науки.
Той е сред основоположниците на бъбречните трансплантации в България.

## Биография
Роден е през 1944 г. в село Стубел, днес в област Монтана. Завършва Висшия медицински институт (днес Медицински университет) в София през 1972 г.
Същата година започва работа в университетската Александровска болница на ВМИ/МУ в София като стажант-асистент. Работи 45 години в нейната клиника по урология. Във ВМИ/МУ в София става главен асистент (1980), доцент по урология (1985), професор (2002).
В периода 1995 – 1998 г. е главен републикански специалист по бъбречни трансплантации, а от 2003 г. е главен републикански специалист по урология. От 2006 г. е началник на Клиниката по урология в УМБАЛ „Александровска“. След пенсионирането си през 2010 г. постъпва в Пета градска болница в София. Цветков е хирург, но в своята практика редовно прилага и билколечение.
Специализирал е във Франция, Белгия, Швейцария и Русия. Има над 270 научни публикации. Председател е на Българското урологично дружество. Член е на Балканската урологична асоциация, Френската урологична асоциация, Европейската урологична асоциация, Световната урологична асоциация, Европейския съвет по урология и Комисията за човешките ресурси.
За съществен принос към здравеопазването на общината е избран за почетен гражданин на Сандански през 2012 година. Умира от COVID-19 на 30 ноември 2020 г.